# Shenley
Shenley är en civil parish i Storbritannien.   Den ligger i grevskapet Hertfordshire och riksdelen England, i den södra delen av landet, 23 km nordväst om huvudstaden London. Antalet invånare är 4 548. Arean är 13,7 kvadratkilometer.
Terrängen i Shenley är huvudsakligen platt.